# Valonia planiscutellata
Valonia planiscutellata är en tvåvingeart som beskrevs av Frey 1964. Valonia planiscutellata ingår i släktet Valonia och familjen bredmunsflugor. Inga underarter finns listade i Catalogue of Life.